# Ryōsen-ji
Ne doit pas être confondu avec Ryōsen-ji (Nara).
Le Ryōsen-ji (了仙寺) est un petit temple bouddhiste situé dans la ville de Shimoda au Japon. Il est remarquable d'un point de vue historique car il a hébergé la cérémonie de signature du traité d'Amitié et de Commerce États-Unis-Japon de 1858 (également connu sous le nom de « traité Harris ») entre le shogunat Tokugawa du Japon et les États-Unis, le 29 juillet 1858. En raison de ce passé, les jardins du temple et le bâtiment principal ont été classés « site historique national » par l'administration japonaise.

## Histoire

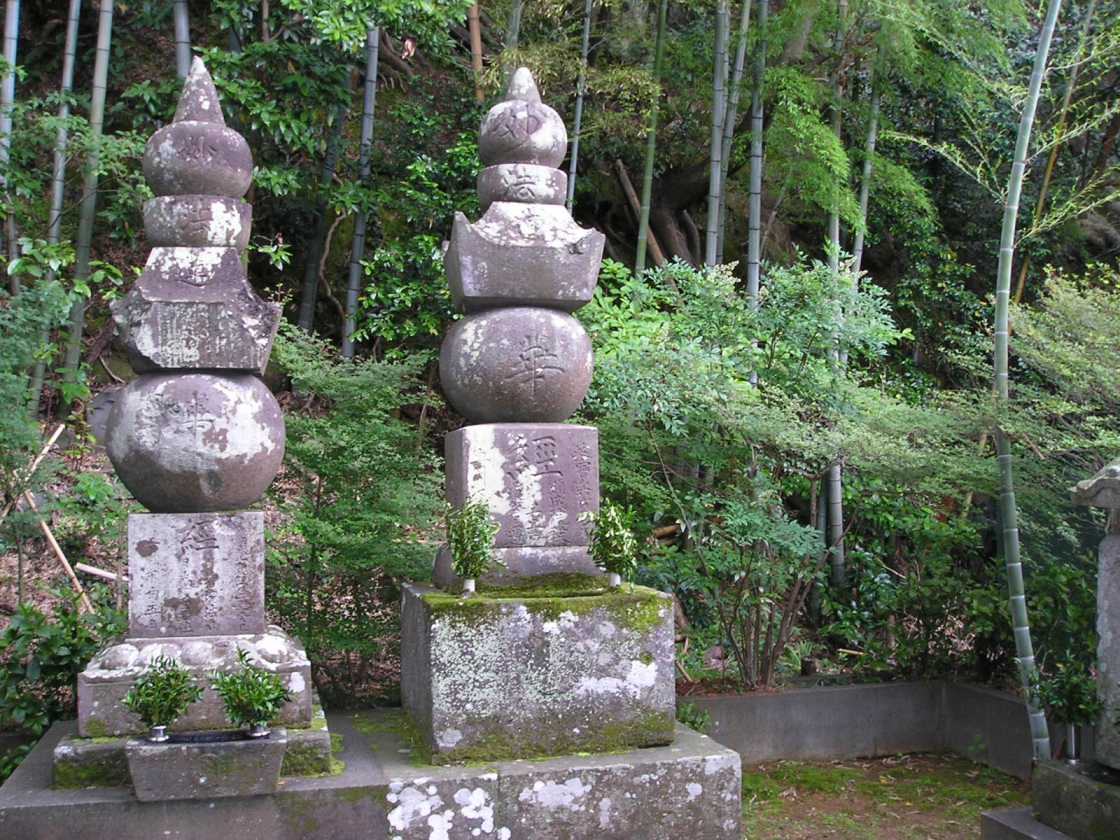
Deux gorintō marquent les tombes de fondateurs du sanctuaire.

Le Ryōsen-ji est fondé en 1635 par Nitchō, prêtre de la secte Nichiren, avec le soutien et la protection du deuxième Shimoda bugyō, Imamura Masanaga. Trois grands gorintō de pierre situés sur le site (les tombes de quelques-uns des bugyō de Shimoda) sont classés monuments historiques de la ville de Shimoda.
Durant la visite du commodore Matthew Perry à Shimoda en 1854 lors d'une des premières tentatives des États-Unis pour mettre un terme à la politique d'isolement nationale du gouvernement japonais, le temple avait été désigné comme sa résidence à terre.
Le site abrite un petit musée qui présente un certain nombre d'objets liés au commodore Perry, aux navires noirs et aux contacts entre le Japon et l'Occident.

## Source
- Oliver Statler, Shimoda Story, Tuttle International, 1971, p. 40, 44-45.